# Saison 2009 des Tigers de Détroit
La saison 2009 des Tigers de Détroit est la 109e saison en ligue majeure pour cette franchise.

## Inter-saison

### Arrivées
- Gerald Laird, en provenance des Rangers du Texas.
- Edwin Jackson, en provenance des Rays de Tampa Bay. Echange contre Matt Joyce.
- Adam Everett, en provenance des Twins du Minnesota.
- Matt Treanor, en provenance des Marlins de la Floride.
- Alexis Gómez, contrat de ligue mineure, en provenance des Marlins de la Floride.
- Brandon Lyon, en provenance des Diamondbacks de l'Arizona.

### Départs
- Edgar Renteria, chez les Giants de San Francisco.
- Matt Joyce, chez les Rays de Tampa Bay. Échange contre Edwin Jackson.
- Aquilino Lopez, chez les Kia Tigers en Corée du Sud.

### Grapefruit League
Basés au Joker Marchant Stadium à Lakeland en Floride, le programme des Tigers comprend 36 matches de pré-saison entre le 25 février et le 4 avril.
En excluant les rencontres face à l'équipe de Venezuela (victoire 7-5), à l'équipe du Panama (défaite 9-3) et à Florida Southern (victoire 7-1), les Tigers affichent un bilan de pré-saison de 15 victoires pour 17 défaites et 1 nul, soit la 9e performance sur 16 en Grapefruit League et la 10e sur 14 pour une franchise de la Ligue américaine.

## Saison régulière

### Classement
| Ligue américaine (Division Centrale) | V  | D  | %    | GB |
| ------------------------------------ | -- | -- | ---- | -- |
| Twins du Minnesota                   | 87 | 76 | .531 | -- |
| Tigers de Détroit                    | 86 | 77 | .531 | -- |
| White Sox de Chicago                 | 79 | 83 | .488 | 7  |
| Indians de Cleveland                 | 65 | 97 | .401 | 21 |
| Royals de Kansas City                | 65 | 97 | .401 | 21 |

### Résultats

#### Avril
Le bilan du mois s'établit à 11 victoires pour 10 défaites.

#### Octobre
Un match de barrage est nécessaire pour départager les Tigers de Détroit et les Twins du Minnesota en division centrale de la Ligue américaine. Cette rencontre programmée le 6 octobre chez les Twins est remportée par les Twins (5-6) après plus de 4 heures et demie de jeu.